# 红丰镇
红丰镇，是中华人民共和国广东省阳江市阳东区下辖的一个乡镇级行政单位。

## 行政区划
红丰镇下辖以下地区：
红丰社区、麻汕村、新塘村、冈表村、漩洲村、塘载村、南龙村、地朗村、塘围村、红丰村、钓月村、潮观村、塘角村、珍珠村和参垌村。